# Тер-Крикоров, Александр Мартынович
 Александр Мартынович Тер-Крико́ров (род. 19 октября 1932) — профессор кафедры высшей математики и заслуженный профессор МФТИ, соавтор известного учебника по математическому анализу.
Возглавлял работы по одному из направлений «спецматематики» — изучению последствий ядерных взрывов, а именно теории внутренних волн и прочности грунтов.
Доказал теорему существования уединённой волны на поверхности тяжёлой идеальной несжимаемой жидкости. Данное исследование, основанное на идеях М. А. Лаврентьева, проводилось для изучения проблемы цунами. Однако цунами не является уединённой волной, а рядом волн различной высоты, следующих одна за другой, что, согласно гипотезе Н. Н. Моисеева, вызвано неоднородностью морской воды. Моисеев долго обсуждал с Тер-Крикоровым данную задачу и убедил его взяться за неё. 
В 1965 году защитил докторскую диссертацию, в которой доказал теорему о существовании счётного множества волн типа уединённых, разных амплитуд и распространяющихся с разными скоростями на поверхности жидкости, плотность которой зависит от глубины. Согласно теореме, если распределение плотности жидкости стремится к постоянной, то все волны вырождаются в равномерный поток, кроме одной, которая вырождается в уединённую волну.
В 2006 году присвоено звание заслуженного профессора МФТИ.

### Избранные научные труды
- Белолипецкий А. А., Тер-Крикоров А. М. Решение задачи А.Н. Тихонова о разделении движений с помощью модифицированной теоремы Ньютона–Канторовича, // ЖВМиМФ, 58:2 (2018), 237–243.
- Белолипецкий А. А., Тер-Крикоров А. М. Модифицированная теорема Канторовича и асимптотические приближения решений сингулярно возмущённых систем обыкновенных дифференциальных уравнений, // ЖВМ и МФ, 56:11 (2016),  1889–1901.
- Белолипецкий А. А., Тер-Крикоров А. М. Об одной сингулярно возмущённой смешанной задаче для линейного параболического уравнения с нелинейными краевыми условиями. // ЖВМиМФ, 54:1 (2014), 80–88.
- Тер-Крикоров А. М. Задачи о внутренних волнах, возбуждаемых в идеальной стратифицированной атмосфере потенциальными вихрями. Тезисы докладов научной сессии «Проблемы прикладной математики и информатики — 2000», посвящённой 90-летию академика А. А. Дородницына, 6-7 декабря 2000 г. М.: ВЦ РАН. С. 25, 01.2000
- Белолипецкий А. А., Тер-Крикоров А. М. Построение фундаментальных решений абстрактного нелинейного параболического уравнения в окрестности точки бифуркации. // ЖВМиМФ, 128(170):3(11) (1985), 306–320.
- Белолипецкий А. А., Тер-Крикоров А. М. О фундаментальных решениях нелинейного уравнения теплопроводности. // ЖВМиМФ, 24:6 (1984), 850–863.
- Петров А. А., Бекларян Л. А., Тер-Крикоров А. М. Об одной линейной динамической модели производства. Экономика и математические методы, т. XIV, вып. 2 , 02.1978.
- Моисеев Н. Н., Иванилов Ю. П., Тер-Крикоров А. М. Асимптотические методы в задачах о движении жидкости со свободными границами. // Тр. Всес. съезда по теор. и прикл. механ., 1960, М.— Л.: Изд-во АН СССР, 1962.
- Моисеев Н. Н., Иванилов Ю. П., Тер-Крикоров А. М. Асимптотические методы в задачах о движении жидкости со свободной границей. // Аннотации докл. Всес. съезда по теор. и прикл. механ. М.: Изд-во АН СССР, 1960.
- Моисеев Н. Н., Иванилов Ю. П., Тер-Крикоров А. М. Об асимптотическом характере формул М. А. Лаврентьева. // Докл. АН СССР, 123(2), 02.1958.
- Моисеев Н. Н., Тер-Крикоров А. М. О неединственности решения задачи о подводном крыле. // Докл. АН СССР, 119(5), 01.1958

### Учебные пособия
- Тер-Крикоров А. М. Нелинейные задачи и малый параметр / А. М. Тер-Крикоров. — М. : Знание, 1984. — 64 с. : ил.; 20 см — (Новое в жизни, науке, технике).
- Элементы теории функций : [Учеб. пособие] / Б. И. Голубов, А. М. Тер-Крикоров. — М. : МФТИ, 1985. — 82 с.; 19 см. В надзаг.: Моск. физ.-техн. ин-т
- Асимптотический анализ диссипативных структур в системах уравнений реакции — диффузии / А. А. Белолипецкий, А. М. Тер-Крикоров. — М. : ВЦ АН СССР, 1987. — 24 с. : ил.; 22 см.
- Курс математического анализа : [Учеб. пособие для физ.-мат. и инж.-физ. спец. вузов] / А. М. Тер-Крикоров, М. И. Шабунин. — М. : Наука, 1988. — 815,[1] с. : ил.; 22 см ISBN 5-02-013763-4 (В пер.) : 1 р. 90 к.
  - Курс математического анализа : [Учеб. пособие для физ.-мат. и инженер.-физ. специальностей вузов] / А. М. Тер-Крикоров, М. И. Шабунин. — 2-е изд., перераб. — М. : Изд-во Моск. физ.-техн. ин-та, 1997. — 716 с. : ил.; 21 см ISBN 5-89155-006-7 (В пер.)
  - Курс математического анализа : Учеб. пособие для студентов физ.-мат. и инж.-физ. специальностей вузов / А. М. Тер-Крикоров, М. И. Шабунин. — 2-е изд., перераб. — М. : МФТИ, 2000. — 716 с. : ил.; 21 см ISBN 5-89155-006-7
  - Курс математического анализа : Учеб. пособие для вузов / А. М. Тер-Крикоров, М. И. Шабунин; Техн. ун-т. — 2. изд. — М. : Физматлит : Лаб. Базовых Знаний, 2003 (Вологда : ПФ Полиграфист). — 672 с. : ил.; 22 см ISBN 5-92210-008-4 (Физматлит) ;
- Нелинейный анализ и асимптотические методы малого параметра : учебное пособие / А. М. Тер-Крикоров. — Москва : МФТИ, 2007. — 284 с. : ил.; 20 см — (Инновационная образовательная программа «Наукоёмкие технологии и экономика инноваций» Московского физико-технического института (государственного университета) на 2006—2007 годы / Минобрнауки РФ, ФАО, ГОУ ВПО Московский физ.-технический ин-т (гос. ун-т)). ISBN 5-7417-0168-X
- Белолипецкий А.А., Тер-Крикоров А.М. Нелинейные дифференциальные уравнения (бифуркации и процессы перехода). М.: Курс, 2016. 184 с.